# Ponce-Monolith

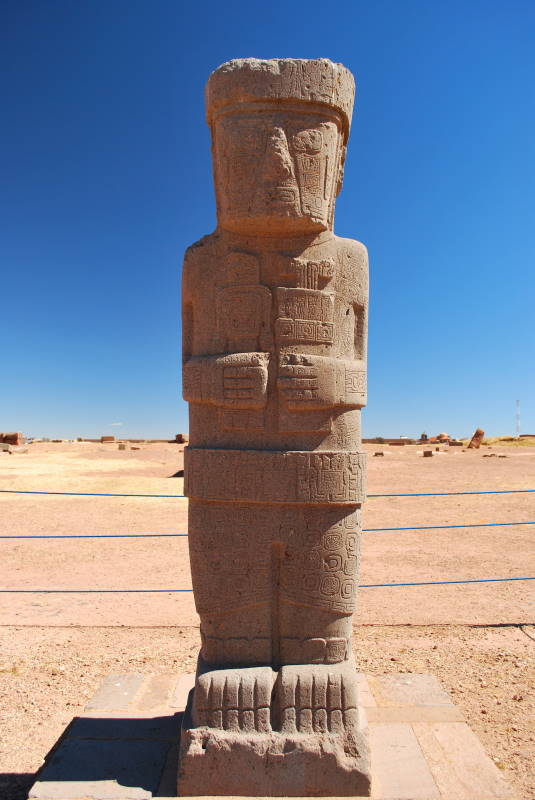
Der Ponce-Monolith mit Schnupftablett (im Bild links) und Qiru (im Bild rechts) in den Händen. Wie bei allen Präsentationsmonolithen enden beide Arme des Monolithen in linken Händen, was bei der rechten Körperseite eine unmögliche akrobatische Geste darstellt. Der Grund für diese ungewöhnliche Darstellungsweise ist schwer zu erklären.

Der Ponce-Monolith (auch Ponce-Stele genannt, benannt nach dem bolivianischen Archäologen Carlos Ponce Sanginés) ist ein aus Andesit bestehender Monolith (genauer Stele) der Tiwanaku-Kultur. Er befindet sich in der Ruinenstätte Tiwanaku in Bolivien. Innerhalb der Ruinenstätte steht er im Zentrum von Kalasasaya. Er ist dem Monolithengenre der Präsentationsmonolithen zuzuordnen. Die Statue hält in der linken Hand einen Qiru und in der rechten Hand ein Schnupftablett. Außerdem trägt sie ein Stirnband und nicht wie manchmal behauptet eine vierzipflige Mütze.

## Geschichte
Während einer Periode größerer Verwaltungsreformen der spanischen Kolonialisten im Jahr (oder nach) 1572 wurden die bedeutendsten Stelen der Ruinenstätte und der angrenzenden Stadt (darunter der Ponce-Monolith) während einer feierlichen Prozession markiert und anschließend begraben. Dies lässt sich daraus schließen, dass sowohl der Ponce- als auch der Suñawa-Monolith Markierungen aufweisen: In den rechten Oberarm des Ponce-Monolithen wurde von den Spaniern ein Kreuz im „Cruz del Carmen“-Stil eingeritzt, bei dem das untere Segment der Form eines Zirkels ähnelt. Ebenso wurde in den Körper des Suñawa-Monolithen die Inschrift „EL PRIMERO ENERO AÑO 1572“ („der erste Januar 1572“) eingeritzt. Die Stelen wurden anschließend von den Kolonialisten vergraben, möglicherweise um ihnen ein (aus ihrer Sicht) angemessenes „christliches Begräbnis“ zu ermöglichen. Der Ponce-Monolith wurde dann im Jahr 1957 intakt und in situ von einem Grabungsteam unter der Leitung des bolivianischen Archäologen Carlos Ponce Sanginés innerhalb der Monumentalstruktur Kalasasaya wiederentdeckt.
Am 24. Februar 2021 besprühten christliche Fanatiker im Rahmen eines „religiösen Aktes“ sowohl das Sonnentor von Tiwanaku als auch den Mönch- und den Ponce-Monolithen mit Olivenöl. Dies könne nach der Meinung eines Konservierungsexperten möglicherweise zu einer Verschlechterung der lithischen Struktur der über 1500 Jahre alten Monolithen führen.

## Basisdaten
Der aus sehr hartem vulkanischen Gestein (Andesit) bestehende Monolith ist 3 m groß. Der Ponce-Monolith gehört zusammen mit dem Bennett- und dem Mönch-Monolith zu den „großen drei“ Monolithen, auf die sich Wissenschaftler zumeist fokussieren, da sie am besten erhalten und am besten zugänglich sind. Die Ikonografie der „Großen Drei“ ist allerdings nicht unbedingt repräsentativ für die große Vielfalt an Monolithen in Tiwanaku.
Der Ponce-Monolith ist einem bestimmten Monolithen-Genre der Tiwanaku-Kultur zuzuordnen, den sogenannten Präsentationsmonolithen. Er ist neben dem Pachakama-Monolithen, dem Suñawa-Monolithen und dem Monolithen names „El Gigante“ (von dem nur noch der „Gigantenkopf“ vorhanden ist) einer der vier bekannten Monolithen aus Andesit. Alle anderen bei Tiwanaku gefundenen Monolithen – die entweder dem Genre der Präsentationsmonolithen oder dem der Monolithen mit ausgestreckten Armen angehören – bestehen aus Sandstein.

## Darstellung
Der Archäologe Alan Kolata interpretiert Tiwanakus Monolithen (wie den Ponce- und Bennett-Monolithen) als Repräsentationen der Vorfahren von Tiwanakus Herrscherlinie. Sie seien Wak'as der ethnischen Identität und Kontinuität schlechthin. In ihnen würde sich nach Kolata die Essenz der politischen Legitimität der Tiwanaku-Elite, ihr esoterisches Wissen und ihre moralische Autorität manifestieren. Auch nach den Ethnologinnen Antje Gunsenheimer und Ute Schüren würden die Monolithen menschliche Figuren zeigen. Die Ethnologinnen glauben allerdings, dass die stereotypische Darstellungsweise der Monolithen impliziert, dass es sich nicht um die Darstellung historischer Personen handelt. Margaret Young-Sánchez beschreibt sowohl den Bennett- als auch den Ponce-Monolithen als „starre männliche Figur“. Nach Andenspezialist William H. Isabell würden die Objekte, die als Qiru und  Schnupftablett identifiziert wurden implizieren, dass die Stelen keine Insignien des Königtums darstellen, sondern eher schamanische Symbole. Daher schiene es so als würden die Statuen jeweils einen „Gastgeber, der Getränke und Drogen anbietet“ repräsentieren.
Der Ponce-Monolith hält in der linken Hand einen – möglicherweise mit Chicha gefüllten – Qiru (ein spezifisches Tiwanaku-Trinkgefäß), aus dem „Richtungsindikatoren“ ragen. In der rechten Hand hält er ein Schnupftablett (snuff tray). Der Anthropologe Matthew Bandy bezeichnet die ikonografischen Elemente, die aus dem Keru ragen, generisch als „Richtungsindikatoren“. Seiner Ansicht nach würden sie das Vorhandensein eines fermentierten Getränks darstellen, von dem er annimmt, es könne sich um Chicha handeln. Nach Margaret Young-Sánchez würde die Anwesenheit von Qirus und Schnupftabletts auf dem Bennett- und Ponce-Monolithen wichtige Hinweise in Bezug auf die Ritualhandlungen geben, die die Tiwanaku-Eliten praktiziert hätten. Zudem seien die Miniaturversionen der großen Steinstatuen möglicherweise in privaten Ritualen verehrt worden.
Die Rückseite des Ponce-Monolithen ähnelt der Jinchun Kala-Stele in Qhunqhu Wankani (Khonkho Wankane), in der Hinsicht, dass sie Haare (oder Kopfschmuck) zeigt. Wie im Fall der Jinchun Kala-Stele enden diese Haarsträhnen in Tierköpfen. Der Amateurarchäologe Arthur Posnansky interpretierte sie als Fischköpfe. Er schlug vor, dass es sich um Fisch der Gattung der Andenkärpflinge handelt.

## Ausrichtung

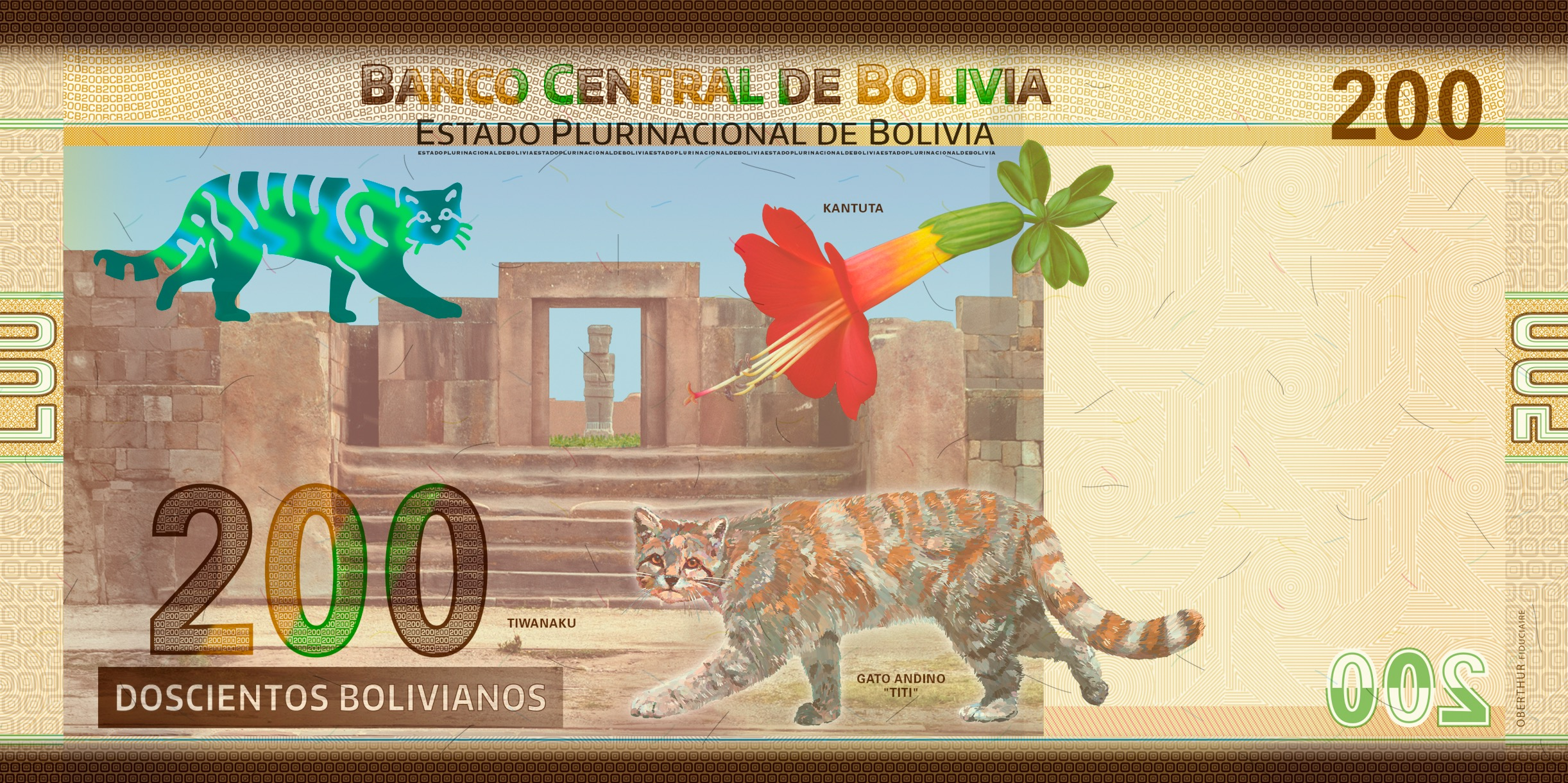
200 Bolivianos: rekonstruiertes Haupttor von Kalasasaya, welches den Blick auf den Ponce-Monolithen freigibt

Präsentationsstelen wie der Ponce-Monolith wurden von den Tiwanakanern strategisch innerhalb der Zeremonienkerne (in abgesenkten Höfen) positioniert und ausgerichtet. Die Ponce-Stele ist nach Osten ausgerichtet und blickt durch Kalasasayas (pseudowissenschaftlich rekonstruiertes) Monumentaltor zum halbunterirdischen Tempel, in dessen Zentrum sich einst die Bennett-Stele befand. Der Anthropologe Alan Kolata vermutet, dass die Bennett-Stele mit ihrem Gesicht nach Westen ausgerichtet war. Kolata nimmt an, dass es so wirken sollte, als würde die Ponce-Stele „den ewigen Blick ihres Gegenübers erwidern“.

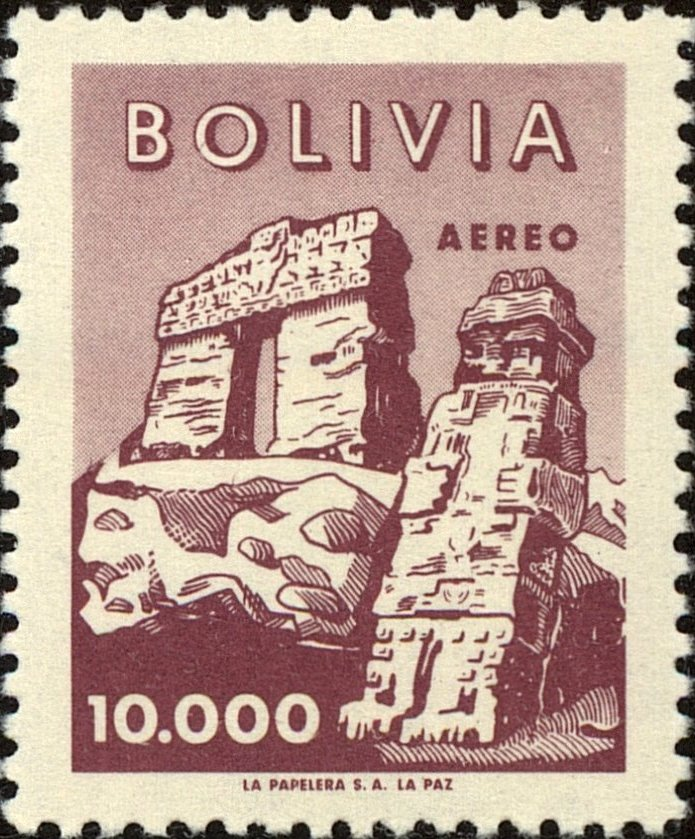
Briefmarke aus dem Jahr 1960 mit der Ponce-Stele als Motiv

## Körper-Ikonografie
Die Körper-Ikonografie des Ponce-Monolithen zeigt „Prozessionsfiguren“ und die für die Tiwanaku-Ikonografie typische „zentral frontal abgebildete Figur“ (oft als „Stabgottheit“ bezeichnet). Das Symbol mit dem Kreis in der Mitte, der von einer oder mehreren „Klammern“ umschlossen ist (von Anna Guengerich und John W. Janusek „Nayra-Smybol“ genannt), taucht nach Angaben von Constantino Manuel Torres 24-mal in den Szenerien und anderen ikonografischen Darstellungen des Ponce-Monolithen auf. Dieses Symbol ist in der SAIS-Ikonografie (SAIS für „Southern Andean Iconographic Series“) von außerordentlicher Wichtigkeit. Die Körper-Ikonografie des Ponce-Monolithen weist gewisse Ähnlichkeiten mit dem Bennett-Monolithen auf, aber auch starke Unterschiede. Bei den bandartigen Wangenverzierungen, die alle Tiwanaku-Statuen aufweisen, handelt es sich nicht um Tränen, sondern nach Max Uhle um die „strahlende Macht des Blickes“, die nichts der „Andeutung von Tränen“ zu tun hätten.

### „Stabgottheiten“
Der Ponce-Monolith zeigt zwei „Stabgötter“. Ein Stabgott ist auf dem Stirnband über den Augen der Statue platziert. Auf der Rückseite der Statue ist eine größere und besser erhaltene Variation einer Stabgottheit zu sehen.

### Zentrale „Ponce-Stabgottheit“
In Qunchupata wurden 1977 Gefäßfragmente gefunden, die eine frontal-abgebildete Figur zeigen, die derjenigen auf der Rückseite des Ponce-Monolithen stark ähnelt. Die beiden Darstellungen ähneln sich so stark, dass Patricia Knobloch annimmt, beide würden zeitlich sehr nah beieinander liegen. Mathieu Viau-Courville identifizierte den „Stab“, den die frontal-abgebildete Figur in der linken Hand hält, als Speerschleuder. Diese Speerschleuder ist nahezu identisch mit den Speerschleudern, die Max Uhle in Peruvian throwing-sticks (1909) veröffentlichte (insbesondere zur Speerschleuder Nr. 9). Der „Stab“, den die frontal abgebildete Figur der Qunchupata-Keramik in der linken Hand hält, kann somit ebenso als Speerschleuder interpretiert werden. Der Ponce-Monolith zeigt subsidiäre Figuren, die sich von der zentralen Figur wegbewegen. Nach Mathieu Viau-Courville sei es daher höchst unwahrscheinlich, dass es sich bei den zentralen Personen um Gottheiten handelt. Es handle sich vielmehr um menschliche Darstellungen, die eher an Ritualhandlungen beteiligt seien, als um Figuren, die Göttlichkeit repräsentieren.

### Stirnband
Das Stirnband des Ponce-Monolithen zeigt 14 „Prozessionsfiguren“. In der Mitte befindet sich eine frontal abgebildete Figur, auf die sich begleitende Figuren zubewegen. Eine der Figuren auf dem Stirnband ist eine „geflügelte Katze“, welche wahrscheinlich auch die erodierte Figur am Stirnband des Bennett-Monolithen darstellt.

### A. colubrina-Symbole
Der Ponce-Monolith besitzt wie andere Skulpturen des klassischen Tiwanaku-Stils zahlreiche Anadenanthera colubrina-Symbole, die an die begleitenden Figuren („Prozessionsfiguren“) „angehängt“ sind. Die sich wiederholenden Symbole, die ebenso die rockartige Gewandung des Mönch-Monolithen zieren, können als „einfache Gesichter und Scheiben“ beschrieben werden. Die „Scheiben“ können genauer als konzentrische Kreissymbole angegeben werden. Bei den konzentrischen Kreissymbolen der rockartigen Gewandung des Ponce-Monolithen handelt es sich nach  Juan Carlos Quiroga um Darstellungen von Anadenanthera colubrina-Samen. Diese seien vergleichbar mit jenen der rockartigen Gewandung des Mönch-Monolithen, Bennett-Monolithen und des „Tesoro de San Sebastián“. Zudem zeigen beide Arme des Ponce-Monolithen Versionen von anthropomorphisierten A. colubrina-Bäumen.

### Gürtel
Der Gürtel des Ponce-Monolithen (in Form eines „Wellenbandes“) zeigt keine „Prozessionsfiguren“. Der Gürtel besteht aus einer Folge von zwölf Motiven rund um den Bauch. Die drei Motive, die sich wiederholen, sind:
- das „ineinandergreifende Spiralmotiv“ (in Vogelkopfform), aus dem Vogelköpfe ragen
- das Motiv des „körperlosen strahlenförmigen Kopfes“, aus dem „Fischköpfe“ ragen
- das „Augenmotiv“ (Nayra-Motiv), aus dem Vogelköpfe ragen

Im Gegensatz zum „Wellenband“ des Sonnentors von Tiwanaku, das bei jeder Wendung Vogelköpfe zeigt, zeigt dieses „Wellenband“ bei jeder Wendung Köpfe, die für gewöhnlich als „Fischköpfe“ interpretiert werden (so auch beim Mondtor).

## Galerie

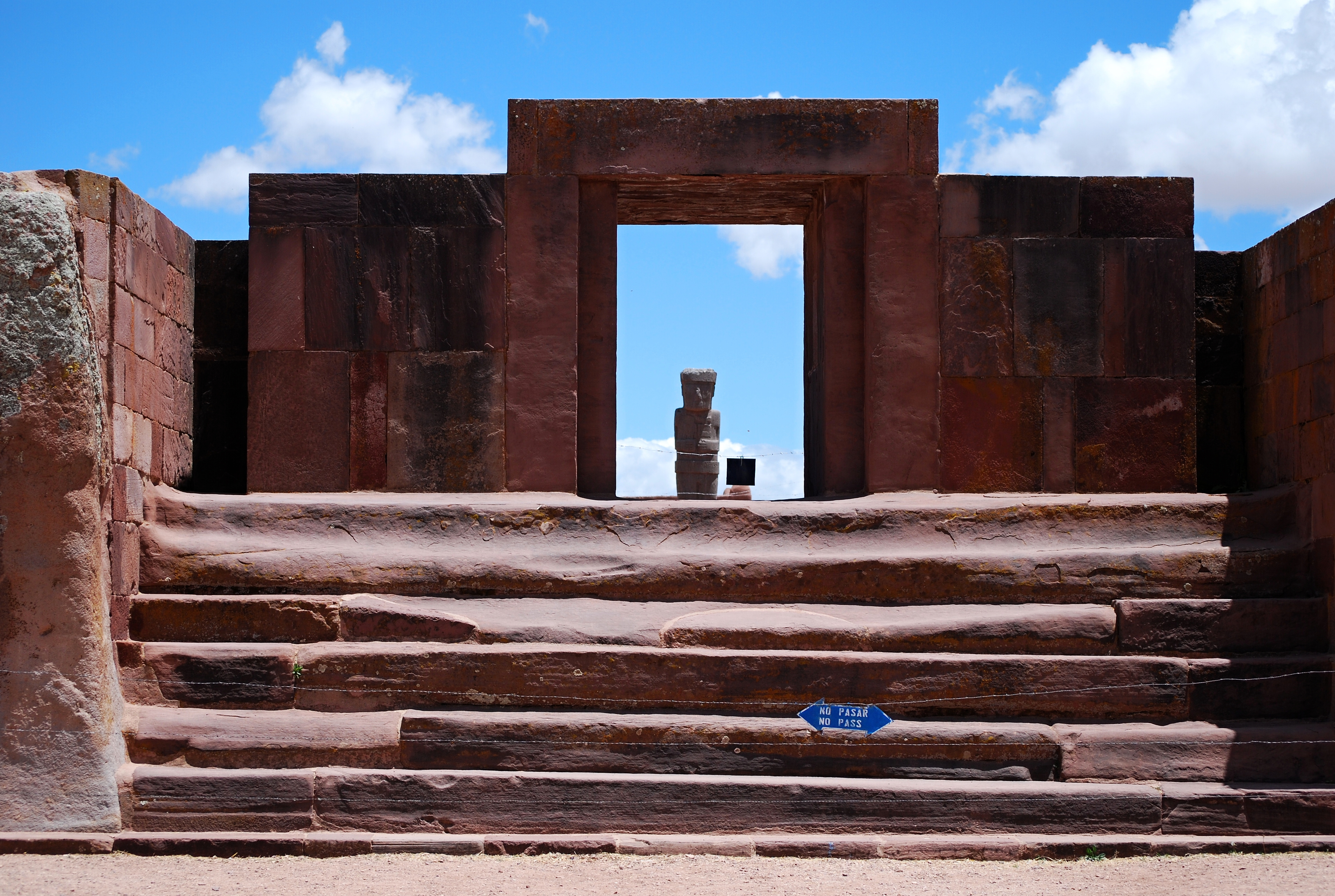
Blick auf den Ponce-Monolithen durch das pseudowissenschaftlich rekonstruierte Tor von Kalasasaya, das einen völlig falschen Eindruck von der Tiwanaku-Architektur vermittelt
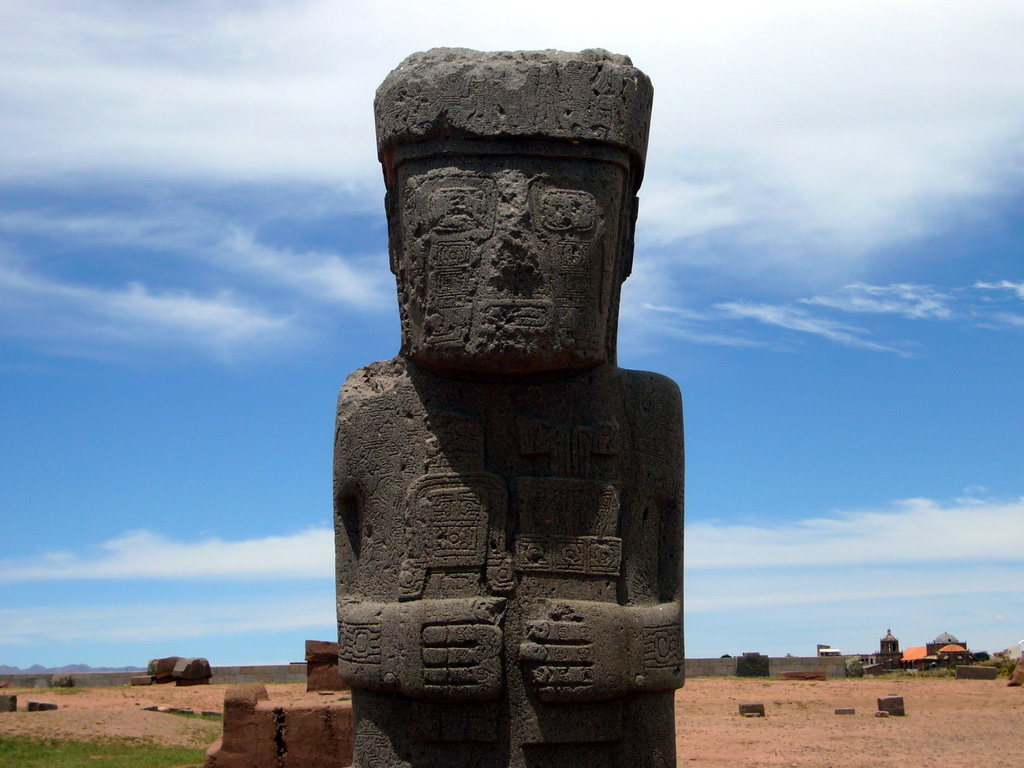
Vorderansicht des Ponce-Monolithen
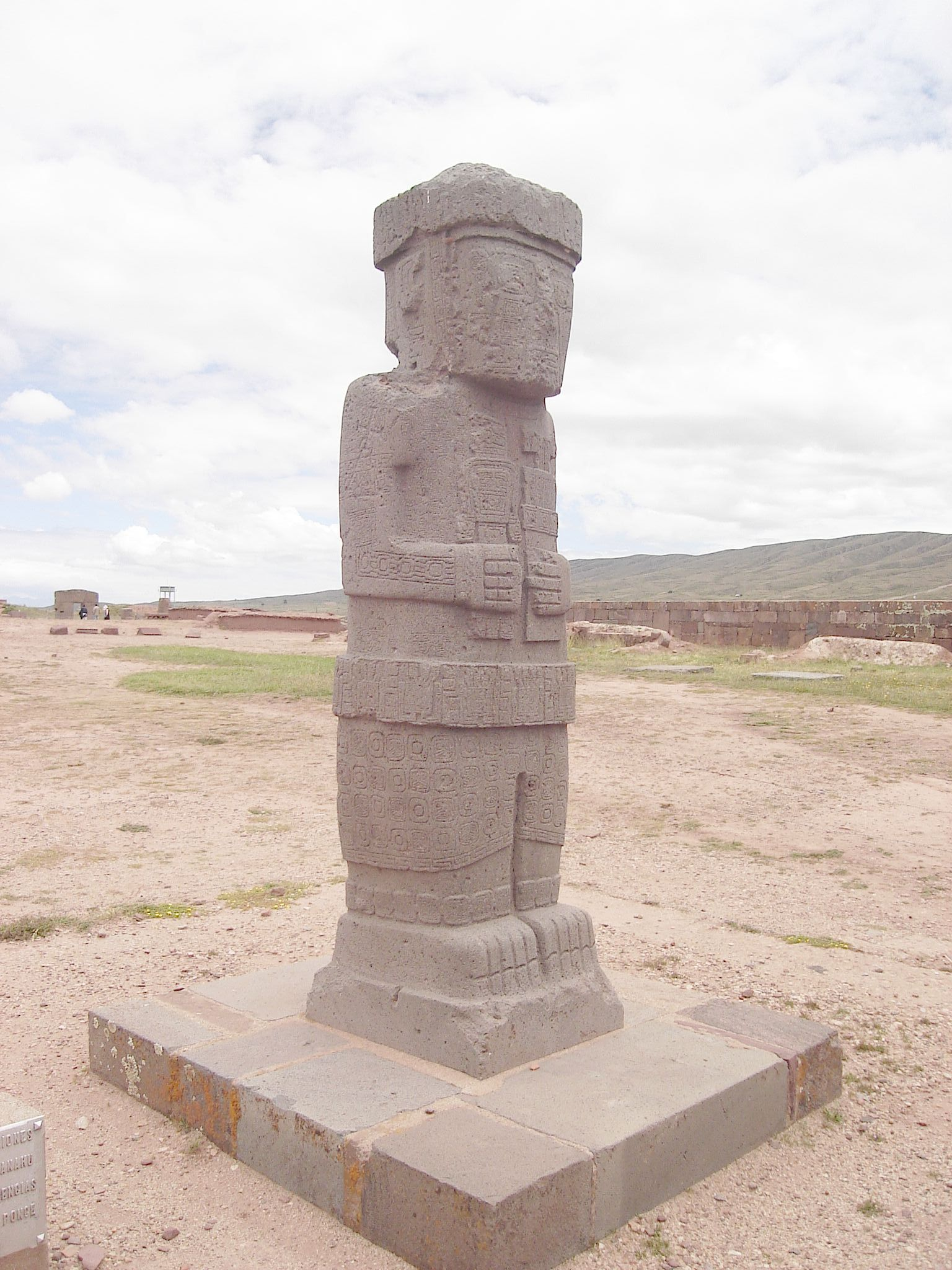
Auf dem rechten Oberarm ist das Kreuz im „Cruz del Carmen“-Stil zu sehen.